# 托伊費爾斯巴赫河 (北萊茵-威斯特法倫州)
51°37′54″N 7°48′33″E / 51.6315649°N 7.8092239°E

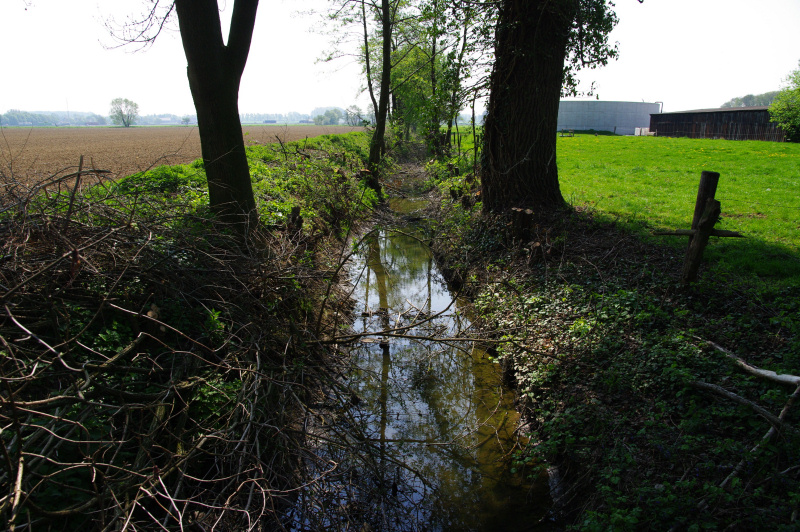

托伊費爾斯巴赫河（德語：Teufelsbach），是德國的河流，位於該國西部，處於北萊茵-威斯特法倫州，河道全長3公里，該河有四條支流，河畔城鎮有哈姆。